# Sintesi musicale a modelli fisici
Nella sintesi sonora, il termine sintesi musicale a modelli fisici si riferisce a quei metodi attraverso i quali viene calcolata la forma d'onda del suono da generare (solitamente, uno strumento musicale). Questi metodi sono modelli matematici, dal momento che è un insieme di equazioni e algoritmi a simulare la sorgente fisica del suono.
Per ricavare il modello matematico, il suono viene campionato e quindi scomposto nelle sue componenti, ovvero la fondamentale e le armoniche, rispettando il relativo andamento nel tempo. Ad esempio, un tasto di pianoforte produce un suono che contiene un grande numero di armoniche all'inizio, e decade progressivamente attenuando dapprima le frequenze più elevate e terminando con le più gravi. Questa scomposizione delle componenti del suono si otteneva inizialmente attraverso l'analisi di Fourier, e in seguito con l'analisi dell'Algoritmo di Karplus-Strong generando quindi una mappa del comportamento della fondamentale e delle armoniche nel dominio del tempo; questa mappa descrittiva (wavetable) viene quindi memorizzata digitalmente, occupando oltretutto uno spazio estremamente minore rispetto al campione sonoro completo.
La riproduzione del suono avviene quindi programmando in tempo reale un generatore a sintesi additiva, che provvede a distribuire l'ampiezza di ciascuna armonica oltre alla fondamentale, seguendo lo schema che era stato prodotto dal processo di analisi.
Rispetto al semplice campionamento del suono, la sintesi a modelli fisici permette di avere la presenza del suono generato al momento, evitando quindi certe opacità del suono registrato e banalmente riprodotto e offrendo al musicista una gamma di sfumature espressive assai più ampia e articolata.
Un tale modello consiste di leggi fisiche (possibilmente semplificate) che governano la produzione del suono. Esso tipicamente ha parecchi parametri, alcuni dei quali sono costanti che descrivono il materiale e le dimensioni dello strumento, mentre altri sono funzioni che dipendono da una variabile temporale e che descrivono l'interazione del musicista con esso (come può essere pizzicare una corda o soffiare all'interno di un flauto).